# Thottea
Thottea é um género de plantas com flor pertencente à subfamília Aristolochioideae da família Aristolochiaceae.

## Taxonomia
O género foi descrito por Christen Friis Rottbøll  e publicado em Nye Samling af det Kongelige Norske Videnskabers Selskabs Skrifter 2: 529. 1783. A espécie tipo é Thottea grandiflora Rottb..
A base de dados taxonómicos Plants of the World Online inclui as seguintes espécies:
1. Thottea abrahamii Dan, P.J.Mathew, Unnithan & Pushp.
2. Thottea adichilthottiana Sunil & Naveen Kum.
3. Thottea anthonysamyi T.L.Yao
4. Thottea barberi (Gamble) Ding Hou
5. Thottea beccarii Ding Hou
6. Thottea borneensis Valeton
7. Thottea celebica Ding Hou
8. Thottea curvisemen Ding Hou
9. Thottea dalzellii (Hook.f.) Karthik. & Moorthy
10. Thottea dependens (Planch.) Klotzsch
11. Thottea dinghoui Swarupan.
12. Thottea duchartrei Sivar., A.Babu & Balach.
13. Thottea grandiflora Rottb.
 espécie tipo (Myanmar até à Malásia Peninsular)
14. Thottea hainanensis (Merr. & Chun) Ding Hou
15. Thottea idukkiana Pandur. & V.J.Nair
16. Thottea kamarudiniana T.L.Yao
17. Thottea longipedunculata T.L.Yao
18. Thottea macrantha (Boerl.) Ding Hou
19. Thottea macrophylla Becc.
20. Thottea muluensis Ding Hou
21. Thottea papilionis T.L.Yao
22. Thottea parviflora Ridl.
23. Thottea paucifida Ding Hou
24. Thottea penitilobata Ding Hou
25. Thottea philippinensis Quisumb.
26. Thottea piperiformis (Griff.) Mabb.
27. Thottea piscodora T.L.Yao
28. Thottea ponmudiana Sivar.
29. Thottea praetermissa T.L.Yao
30. Thottea racemosa (Lour.) Ding Hou
31. Thottea reflexa T.L.Yao
32. Thottea reniloba Ding Hou
33. Thottea rhizantha Becc.
34. Thottea ruthiae T.L.Yao
35. Thottea sasidharaniana Robi
36. Thottea siliquosa (Lam.) Ding Hou
37. Thottea sivarajanii E.S.S.Kumar, A.E.S.Khan & Binu
38. Thottea straatmanii Ding Hou
39. Thottea sumatrana (Merr.) Ding Hou
40. Thottea terengganuensis T.L.Yao
41. Thottea tomentosa (Blume) Ding Hou (Indochina, W. Malésia)
42. Thottea tricornis Maingay ex Hook.f.
43. Thottea triserialis Ding Hou